# Челезия, Микеланджело
Микеланджело (Пьетро Джеремия) Челезия (итал. Michelangelo (Pietro Geremia) Celesia; 13 января 1814, Палермо, Королевство Сицилия — 14 апреля 1904, Палермо, королевство Италия) — итальянский кардинал, бенедиктинец. Аббат Монтекассино с 25 марта 1850 по 23 марта 1860. Епископ Патти с 23 марта 1860 по 27 октября 1871. Архиепископ Палермо с 27 октября 1871 по 14 апреля 1904. Кардинал-священник с 10 ноября 1884, с титулом церкви Санта-Приска с 13 ноября 1884 по 25 ноября 1887. Кардинал-священник с титулом церкви Сан-Марко с 25 ноября 1887.